# Hybocephalini
Hybocephalini (лат.) — триба жуков-ощупников из семейства стафилинид.

## Распространение
Встречаются в Африке, Азии и Австралии.

## Описание
Мелкие красноватые или коричневатые жуки с компактным телом. Для Hybocephalini характерны чешуйчатые щетинки на большей части тела; тело в целом компактное; по крайней мере голова и переднеспинка обычно плотно пунктированы. Голова с коротким лобным рострумом, но выступающим и узким; места прикрепления антенн сближены, антенномеры короткие и поперечные; отсутствуют глазно-мандибулярные кили; вершина клипеуса широко закруглённая, боковые края относительно прямые к глазам; килевидные вентролатеральные края продолжаются на вершине, образуя гребень вершины клипеуса; максиллярные членики маленькие, с 2 или 3 члениками, за исключением Mestogaster, первые членики максиллярных щупиков короткие и нечёткие. Переднеспинка без антебазальной борозды и паранотальных килей. Брюшко с видимым тергитом 1 (IV) не заметно длиннее остальных тергитов, за исключением Mestogaster; видимый тергит 1 (IV) и видимый стернит 2 (IV) с глубокими базальными бороздами; паратергиты узкие и неясные, выступающие только у Apharina. Ноги только с одиночными коготками на лапках. Усики длинные (из 11 члеников) и булавовидные.

## Систематика
Описано 11 родов и около 75 видов. Триба была впервые выделена в 1890 году французским энтомологом Рене Ахиллом Раффреем, на основании типового рода Hybocephalus Motschulsky, 1851. Триба Hybocephalini входит в состав надтрибы Pselaphitae.
- Acmoeonotus Motschulsky, 1851 — 1 вид
- Apharinodes Raffray, 1890 — 4 вида, Юго-Восточная Азия[4]
- Filigerinus Jeannel, 1949 — 6, Африка, Юго-Восточная Азия
- Filigerodes Jeannel, 1949 — 3, Африка
- Hybocephalodes Raffray, 1908 — 3, Борнео
- Hybocephalus Motschulsky, 1851 — 3, Юго-Восточная Азия
- Mecochelia Motschulsky, 1851 — 20, Юго-Восточная Азия
- Mestogaster Schmidt-Göbel, 1838 — 4, Юго-Восточная Азия
- Mestogastridius Jeannel, 1952 — 4, Африка
- Pseudapharina Raffray, 1890 — 1, Борнео
- Stipesa Sharp, 1874 — 25, Азия (на север до Японии), Австралия